# DR 137 326 … 376
| DR 137 326–331 a/b und 367-376 a/b Triebwagen Bauart „Stettin“ | DR 137 326–331 a/b und 367-376 a/b Triebwagen Bauart „Stettin“ | DR 137 326–331 a/b und 367-376 a/b Triebwagen Bauart „Stettin“      | DR 137 326–331 a/b und 367-376 a/b Triebwagen Bauart „Stettin“ |
| -------------------------------------------------------------- | -------------------------------------------------------------- | ------------------------------------------------------------------- | -------------------------------------------------------------- |
| VT 137 331                                                     |                                                                |                                                                     |                                                                |
| Nummerierung                                                   | DR: 137 326–331 a/b DB VT 45 504 ab 1968: 645 104/404          | DR: 137 367–376 a/b DB VT 45 502,503 ab 1968: 645 102/40402,103/403 |                                                                |
| Anzahl                                                         | 6                                                              | 10                                                                  |                                                                |
| Hersteller                                                     | WUMAG                                                          | WUMAG                                                               |                                                                |
| Bauart                                                         | (A1) 2`+ 2`(1A) dh                                             | (A1) 2`+ 2`(1A) dh                                                  |                                                                |
| Betriebsgattung                                                | BCtrPwPost                                                     | BCtrPwPost                                                          |                                                                |
| Sitzplätze                                                     | Teil a:50 + 14 Klappsitze Teil b: 66                           | Teil a:50 + 14 Klappsitze Teil b: 66                                |                                                                |
| Klassen                                                        | 2./3.                                                          | 2./3.                                                               |                                                                |
| Stehplätze                                                     | 60                                                             | 60                                                                  |                                                                |
| Lieferjahr                                                     | 1940                                                           | 1941                                                                |                                                                |
| Ausmusterung                                                   | -1965                                                          | -1969                                                               |                                                                |
| Raddurchmesser                                                 | 900 mm                                                         | 900 mm                                                              |                                                                |
| Drehgestellradstand                                            | MD:3.500 mm LD:3.000 mm                                        | MD:3.500 mm LD:3.000 mm                                             |                                                                |
| Drehzapfenabstand                                              | 13.500 mm                                                      | 13.500 mm                                                           |                                                                |
| Gesamtradstand                                                 | 36.550 mm                                                      | 36.550 mm                                                           |                                                                |
| Länge über Puffer                                              | 40.690 mm                                                      | 40.690 mm                                                           | 40.690 mm                                                      |
| Dienstmasse                                                    | leer:78.555 kg besetzt:94.105 kg                               | leer:77.953 kg besetzt:93.453 kg                                    |                                                                |
| Motorentyp                                                     | Deutz A 12 M 319 DWK 12V19                                     | MAN W12V13/19 Daimler-Benz MB 807                                   |                                                                |
| Motorleistung                                                  | 2 × 200 kW (2 × 275 PS)                                        | 2 × 200 kW (2 × 275 PS)                                             |                                                                |
| Höchstgeschwindigkeit                                          | 90 km/h                                                        | 90 km/h                                                             |                                                                |
| Leistungsübertragung                                           | hydraulisch                                                    | hydraulisch                                                         |                                                                |

Die Triebwagen 137 326–331 a/b und 367-376 a/b waren eine Triebwagenbaureihe, die ursprünglich für den Regionalverkehr im Schnellverkehr auf nichtelektrifizierten Strecken der Deutschen Reichsbahn als „Bauart Stettin“ entwickelt wurden. Der Unterschied zu allen bisher gefertigten vierachsigen Dieseltriebwagen war bei diesen Fahrzeugen die unterflur angeordnete Antriebsanlage. Drei Fahrzeuge wurden nach dem Zweiten Weltkrieg als Reihe VT 45.5 (später 645) von der DB übernommen und 1969 ausgemustert. Die bei der Deutschen Reichsbahn verbliebenen Fahrzeuge wurden Mitte der 1960er Jahre nach Ausbau der Antriebsanlage als Doppelbeiwagen weiterverwendet. Von diesen Fahrzeugen ist der ehemalige VB 147 551 a/b bei dem Eisenbahnclub Aschersleben erhalten geblieben.

## Geschichte

### Reichsbahn-Zeit
Für den Vorortverkehr im Raum Stettin sah das Beschaffungsprogramm der DR sechs Triebwagen als Doppeltriebwagen mit Einzeldrehgestellen und hydrodynamischer Leistungsübertragung vor. Die Maschinenanlage war erstmals als Unterfluranlage auszuführen; hierfür war die Entwicklung von liegenden Dieselmotoren bei den Motorenherstellern erforderlich. Die Antriebsanlage wurde daraufhin als Boxermotor mit nur einer angetriebenen Achse realisiert. Zu Vergleichszwecken wurden Motoren verschiedenen Hersteller bestellt, die aber gleiche Anschlussmaße besaßen. Im 137 331 und 370 wurden sogar Motoren zweier unterschiedlicher Hersteller (Deutz/DWK beziehungsweise Daimler-Benz/MAN) verwendet.
Die bestellten Triebwagen wurden von der WUMAG erst nach dem Kriegsbeginn ausgeliefert. Sie waren die letzte Neuentwicklung der WUMAG für die DR. Insgesamt wurden 16 Doppeltriebwagen geliefert. Gleichzeitig mit den Doppeltriebwagen wurden 16 Steuerwagen aus der Baureihe 145 bei Lindner in Ammendorf beschafft (145 204–213 und 229–234). Die Triebwagen wurden vom Hersteller auf der Zackenbahn von Hirschberg nach Schreiberhau ausgiebig getestet. Es zeigte sich, dass die Antriebsanlage etwas knapp bemessen war. Deshalb wurde noch während des Krieges daran gearbeitet, die liegenden Boxermotoren durch Aufladung auf eine Leistung von 400 PS zu steigern. Dieses Ziel wurde auch erreicht, konnte aber aus kriegsbedingten Gründen nicht umgesetzt werden.
Die Fahrzeuge waren zunächst in Stettin vorläufig eingesetzt, bald wurden sie jedoch abgestellt, so dass von einem regulären Einsatz vor Kriegsende keine Rede sein konnte. Die Fahrzeuge standen danach der Wehrmacht zur Verfügung, die sie als Reservefahrzeuge betrachtete. Den Krieg überstanden 14 Triebwagen, davon vier in den westlichen und neun in der östlichen Besatzungszone. Davon waren noch einzelne Fahrzeuge so beschädigt, dass sich die Anzahl der einsatzfähigen Fahrzeuge weiter verringerte. Ein Fahrzeug, das zunächst verschollen war, hatte jedoch bei den ČSD als Reihe M 262.101 überlebt.

### Nachkriegsära

#### Deutsche Bundesbahn
Von den vier zu der Deutschen Bundesbahn gelangten Fahrzeugen konnten durch erhebliche Beschädigungen einzelner Einzelwagen lediglich drei Triebwagen wieder in Betrieb genommen werden, die als VT 45.502-504 bezeichnet wurden. Einsatzgebiet der Fahrzeuge war über lange Zeit Bielefeld. Eingesetzt waren die Fahrzeuge auf den Strecken nach Osnabrück, Detmold und Altenbeken, bis sie durch neuere Fahrzeuge, wie die Reihe VT 24 abgelöst wurden. Dabei wurden die Fahrzeuge auch umfassend modernisiert; neben einer Neuverkabelung erhielten sie die neuen Antriebsmotoren Mercedes-Benz MB 846 Bc, die in der Leistung von 350 auf 300 PS gedrosselt wurden. Außerdem erhielten sie eine Beleuchtung mit Leuchtstofflampen.
Nach der Auflösung des Triebwagenumlaufes beim Bahnbetriebswerk Bielefeld 1966 wurden die Triebwagen noch nach Braunschweig umbeheimatet. Dort waren sie aber nicht mehr lange im Betrieb. Ihnen wurde noch die neue Computernummer 645 102/402 bis 645 104/404 zuerkannt, 1969 wurden sie allerdings abgestellt und ausgemustert. Von den Stettinern auf DB-Gebiet ist kein Fahrzeug erhalten geblieben.

#### Deutsche Reichsbahn

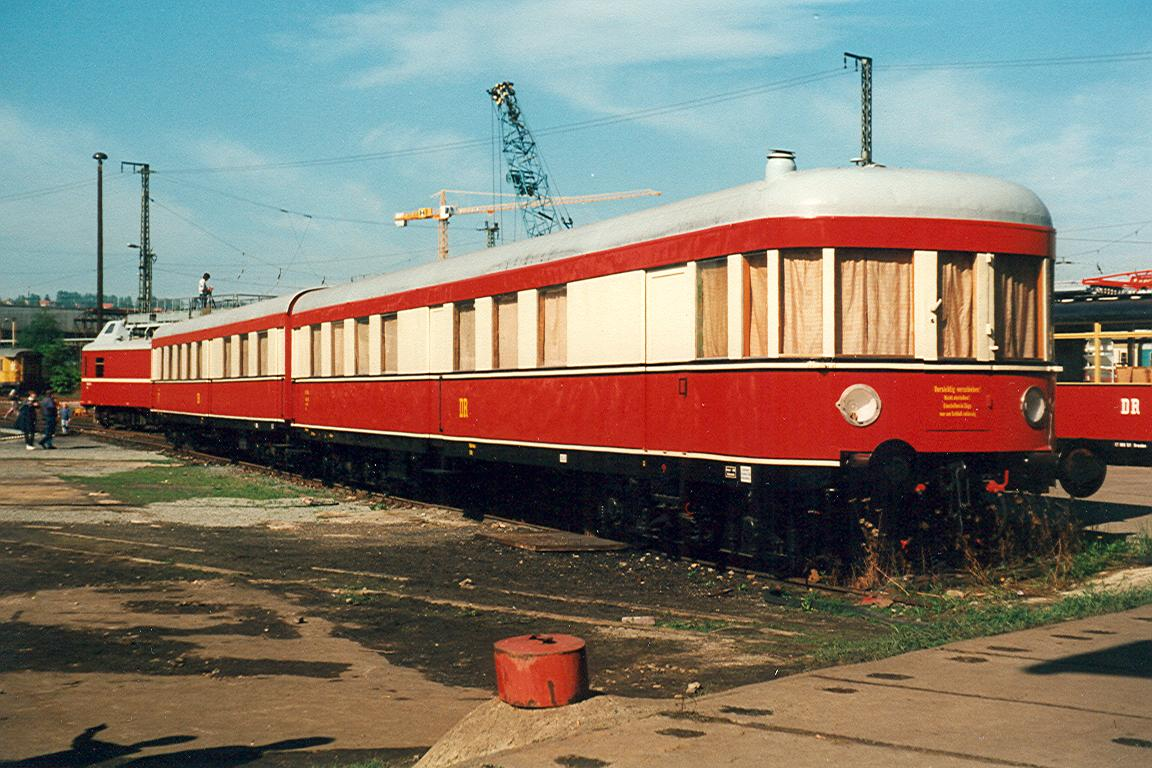
Der erhaltene VT 137.367 als Doppelbeiwagen auf einer Fahrzeugausstellung

Fünf Fahrzeuge konnten in den Einsatzbestand der Deutschen Reichsbahn aufgenommen werden (137 329, 331, 367, 368, 371). Eingesetzt wurden die Triebwagen im Bw Berlin Anhalter Bahnhof, im Bw Stendal und Bw Dresden-Pieschen. Triebwagen, bei denen Schäden an der Antriebsanlage auftraten, wurden zwischen 1962 und 1964 zu zweiteiligen Beiwagen umgebaut. So bei den VT 137 331, 367, 369 und 371, sie wurden zu den VB 147 553a/b, 551a/b, 552a/b und 554a/b. Der 137 328 wurde Mitte der 1950er Jahre zerlegt, die anderen 1966/67. Als letztes betriebsfähiges Fahrzeug gilt der VT 13 331 a/b der zunächst in der Rbd Halle, später beim Bahnbetriebswerk Dresden-Pieschen eingesetzt war. Er war mit Motoren von DWK ausgerüstet und Ende 1964 als Beiwagen umgebaut.
Von den zweiteiligen erhalten gebliebenen Beiwagen erhielten drei noch eine EDV-Nummerierung. Der ehemalige VT 137 368 wurde 1970 zum 197 841. Der Wagen war noch lange beim Bw Stendal eingesetzt und nach seiner Ausmusterung einige Jahre in Güsten als Jugendclub abgestellt. Auch die ehemaligen VT 137 371 und VT 137 367 wurden zu den Doppelbeiwagen 197 841 bzw. 197 840. Letzterer ist bis heute bei dem Eisenbahnclub Aschersleben erhalten geblieben.

#### M 262.101 der Československé státní dráhy
Bei einem verschollenen Triebwagen handelte es sich um den VT 137 372, der bei den ČSD als M 262.101 eingereiht worden war. Bald jedoch kehrte der Wagen nach Deutschland zurück und wurde 1951 zerlegt.

## Konstruktive Merkmale
Die Triebwagen waren als kurzgekuppelte Doppeltriebwagen mit Einzeldrehgestellen ausgeführt worden, bei denen im jeweils äußerem Drehgestell die äußere Achse die Antriebsachse war. Die beiden Wagenhälften waren durch eine im Betrieb nicht lösbare Schraubenkupplung in Kurzkupplung miteinander verbunden. Die Verbindung geschah über Stoßpuffer und Stoßplatten.
Der Wagenkasten war wie bei den Einheitstriebwagen üblich in Leichtbauweise aus tragenden Profilen und äußeren Blechen in Schweißkonstruktion ausgeführt. Der Übergang von einem Wagen zum anderen geschah über Brücken, die mit Faltenbälgen geschützt waren. Sämtliche Außentüren der Fahrzeuge waren als Schiebetüren mit einer lichten Weite von 900 mm ausgeführt, bis auf die Tür zum Postraum, die als zweiflügelige Drehtür mit 920 mm ausgeführt war. Erstmals bei den Einheitstriebwagen wurde die Frontpartie nochmals modernisiert; die Stettiner Triebwagen besaßen eine zentral gelegene mittlere Übergangstür und vergrößerte Sichtflächen für den Lokführer- und Zugführer-Arbeitsplatz. Dafür wurden gebogene Scheiben verwendet. Nach dem Krieg war bei beiden deutschen Bahnverwaltungen jeweils eine zusätzliche Strebe eingezogen worden. Bei den Fahrzeugen war der gesamte Fahrzeuggrundriss für den Personen-, Gepäck- und Postverkehr mithilfe der Unterflur-Maschinenanlage zu verwenden. Beim Wagen a war neben dem Gepäck- und Postabteil noch ein Traglastenabteil und ein Großraumabteil 3. Klasse. Im Wagen b ein Großraum 2. Klasse und ein Großraum 3. Klasse. Die Bestuhlung war in der Anordnung 2+3 mit Mittelgang ausgeführt, alle Sitzplätze waren gepolstert ausgeführt.
Die Maschinenanlage war als Unterfluranlage in hydraulischer Kraftübertragung ausgeführt. Dafür waren die Dieselmotoren, obwohl von vier verschiedenen Herstellern, allesamt mit fast denselben Abmessungen als Boxermotoren hergestellt worden. Zylinderdurchmesser und Kolbenhub waren von der Deutschen Reichsbahn einheitlich festgelegt. Gegenüber den Ruhr-Triebwagen´ waren die Stettiner Wagen etwas knapp motorisiert, eine Leistungssteigerung der Motoren konnte aus Kriegsgründen nicht mehr durchgesetzt werden.
Die Kraftübertragung wurde bei den Triebwagen VT 137 326...370 mit einem Strömungsgetriebe von Voith und für die restlichen Wagen von der AEG eingebaut. Das Getriebe von Voith war als Wandler/Kupplung-Getriebe, das der AEG war ein reines Zweiwandlergetriebe. Die bei der DB verbliebenen Fahrzeuge erhielten später auch bei Revisionen ein Wandler/Wandlergetriebe von Voith.
Ebenso wie die Maschinenanlage waren auch die Heizung- und die Kühlanlage unterflur angeordnet.